# La Cuevarruz
La Cuevarruz es una pequeña aldea caracterizada por tener una parte de su núcleo urbano pertenece al término municipal de Alpuente, y otra parte al término municipal de La Yesa.
Este lugar se localiza al Noroeste de la Provincia de Valencia.